# 尼古拉·保爾臣
尼古拉·默勒·保爾臣（丹麥語：Nicolai Møller Boilesen；1992年2月16日—）是一名丹麥足球後衛，現效力丹麥足球超級聯賽球會哥本哈根，丹麥國家足球隊成員。

## 俱樂部生涯
2016年8月25日，博伊勒森與青年隊時期俱樂部布隆德比的主要競爭對手哥本哈根簽訂了為期四年的合約。

## 國家隊入球
所有比分以丹麥入球先行。
| # | 日期           | 場地       | 對手 | 入球 | 賽果 | 賽事   |
| - | -------------- | ---------- | ---- | ---- | ---- | ------ |
| 1 | 2013年11月15日 | 海寧，丹麥 | 挪威 | 2-1  | 2-1  | 友誼賽 |

## 職業數據
以下是保爾臣的職業數據︰
| 賽季    | 球會   | 上陣 | 入球 | 聯賽         |
| ------- | ------ | ---- | ---- | ------------ |
| 2010/11 | 阿積士 | 05   | 0    | 荷蘭甲組聯賽 |
| 2011/12 | 阿積士 | 04   | 0    | 荷蘭甲組聯賽 |
| 2013/14 | 阿積士 | 020  | 01   | 荷蘭甲組聯賽 |
| 2014/15 | 阿積士 | 022  | 0    | 荷蘭甲組聯賽 |
| TOTAL   | TOTAL  | 51   | 1    |              |

## 榮譽
阿積士
- 荷蘭甲組聯賽 冠軍: 2010-11, 2011-12, 2012-13, 2013-14
- 告魯夫盾: 2013

個人
- 2011年 丹麥最佳年青球員(21歲以下) [5]